# Лёвшин, Алексей Ираклиевич
Алексей Ираклиевич Левшин (Лёвшин) (1798—1879) — русский государственный деятель, сенатор, историк, писатель и этнограф. Один из теоретиков реформы по освобождению крестьян, член Государственного совета.

## Биография
Родился в 1798 году в семье помещика Воронежской губернии Ираклия Алексеевича Левшина и дочери суконного фабриканта коммерческого советника Василия Васильевича Тулинова — Сусанны Васильевны. Его брат Лев был генерал-майором и варшавским обер-полицмейстером.

Алексей Лёвшин в 1813 году окончил Воронежскую гимназию, затем — Императорский Харьковский университет, по окончании курса в котором со степенью магистра поступил в 1818 году на службу в Коллегию иностранных дел и был зачислен в Азиатский департамент. В 1820 году он был назначен в Оренбургскую пограничную комиссию и занялся разбором архива киргиз-кайсацких (казахских) дел. Результатом знакомства Лёвшина с историей и бытом казахов и их соседей, казаков-уральцев, появилось его «Историческое и статистическое обозрение уральских казаков». Этот труд представляет собой отчёт разработки материалов по истории Уральского войска (до 1775 года — Яицкого) и долго оставался чуть ли не единственным источником, пока не появились новые материалы. Как констатировал Лёвшин, яицкие казаки
утратили древнее имя своё и последнюю, слабую тень демократического внутреннего правления.
В 1823 году по просьбе Новороссийского генерал-губернатора графа М. С. Воронцова, Лёвшин был назначен к нему на должность секретаря; в этой должности он состоял до 1826 года, когда был командирован во Францию, Италию и Австрию для ознакомления с карантинными учреждениями. По возвращении из-за границы Лёвшин представил проект преобразования российских карантинных заведений и проект нового устава.
В 1831 году Левшин был назначен Одесским градоначальником. По словам современника, Левшин в Одессе был всем: первый чиновник по особым поручениям у графа, директор местного театра, председатель почти всех комитетов и попечитель института благородных девиц. За время его пребывания в Одессе им были основаны «Одесский Вестник» и публичная библиотека, было начато благоустройство одесской Пересыпи и строительство Потёмкинской лестницы. В 1837 году из-за начавшейся в Одессе эпидемии холеры, которая закончилась вспышкой чумы, Левшин был смещён с должности градоначальника.
В 1838 году он был назначен Иркутским гражданским губернатором, но по состоянию здоровья не смог отправиться в Иркутск и был причислен к министерству внутренних дел; с 1844 года — управляющий 3-го департамента (департамента сельского хозяйства) Министерства государственных имуществ, а 17 декабря 1855 года был назначен сенатором и товарищем министра внутренних дел.

## Крестьянская реформа
Будучи товарищем министра внутренних дел, Лёвшин сыграл видную роль в деле освобождения крестьян. Как он рассказывает в своих воспоминаниях, дворянство упорно уклонялось от каких-либо ходатайств по этому вопросу, что достаточно ясно обнаружилось в период коронационных торжеств — осенью 1856 г., во время переговоров Лёвшина с предводителями дворянства:
Большая часть представителей поземельных владельцев вовсе не была готова двинуться в новый путь, никогда не обсуждала крепостного состояния с точки зрения освобождения и потому при первом намеке о том изъявила удивление, а иногда непритворный страх. Очевидно, что такие беседы, хотя многократно повторенные, не подвинули меня далеко вперёд.
Ему было поручено составить для государя краткий исторический обзор крепостного права в России. Участвовал в разработке основных принципов реформы. В докладе 26 июля 1857 года в особой записке Левшин наметил общие основания реформы, как то: право помещиков на землю и постепенность реформы. Когда восторжествовало течение, стоявшее за собственность крестьян на землю, с вознаграждением помещиков, и за одновременность реформы, Лёвшин составил исправленный С. С. Ланским и графом М. Н. Муравьёвым проект, вылившийся в форму знаменитого рескрипта Назимову (20 ноября 1857 года), с которого начинается официальная история освобождения. С этого времени влияние Лёвшина на ход реформы стало постепенно падать; некоторое время по должности товарища министра он был председателем Земского отдела, пока он окончательно в 1859 году по прошению не был отстранён от дел.
Скончался 16 (28) сентября 1879 года в с. Хомутовка Дмитриевского уезда Курской губернии. Похоронен в фамильном склепе в селе Пожилино Ефремовского уезда Тульской губернии.

## Императорское Русское географическое общество
В 1845 году вместе с группой единомышленников учредил Императорское Русское географическое общество, став одним из членов-учредителей этого общества.

## Награды
Государственная деятельность Левшина была отмечена многими орденами вплоть до ордена Св. Владимира 1-й степени включительно, а учёная — званием члена многих русских и иностранных учёных обществ, как то: Парижского географического общества (1827 г.), Императорского общества сельского хозяйства южной России (1828 г.), Парижского Азиатского общества (1828 г.), Королевского датского общества северных антикваров (1836 г.), Одесского общества любителей истории и древностей (1839 г.), Императорского Вольно-экономического общества (1840 г.), Московского общества сельского хозяйства (1845 г.), Русского географического общества (1845 г.) и другие.

## Семья
Жена (с 1832 года) — Елизавета Фёдоровна Брискорн (1810—1896), дочь сенатора Фёдора Максимовича Брискорна (1760—1819) и Ольги Константиновны Струковой (1776—1836; урож. Маврогени), впоследствии известной как «Курская Салтычиха». Сестра её, Ольга, была замужем за Я. А. Потёмкиным и Е. Ф. Мейендорфом. Елизавета Фёдоровна принесла мужу богатое приданое, ей принадлежали усадьба Пятая Гора и имение Хомутовка. По словам современников, она имела хороший голос, была женщиной приятной, но не очень красивой. Вместе с мужем была знакома с Пушкиным, их одесский дом посещали Брюллов и Фадеев. Брак её, видимо, был счастливым. Пережила мужа на семнадцать лет и была похоронена рядом с ним. Их дети:
- Ольга (1834— ?), замужем за героем Туркестанских походов за Д. Н. Шауфусом; унаследовала усадьбу Хомутовка.
- Фёдор (1839—1888), действительный статский советник, член петербургского Славянского комитета. Сыновья: Алексей, Дмитрий, Сергей, Федор.
- Варвара (17.07.1843[8]— ?), крещена 25 июля 1843 года в казанском соборе при восприемстве С. А. Лёвшина и тетки баронессы О. Ф. Мейендорф.